# NGC 7406
NGC 7406 (другие обозначения — PGC 69947, MCG -1-58-3) — галактика в созвездии Водолей.
Этот объект входит в число перечисленных в оригинальной редакции «Нового общего каталога».